# فین‌های اینگریا
فین‌های اینگریا یا فنلاندی‌های اینگریا(به فنلاندی: inkeriläiset یا  inkerinsuomalaiset) مردمانی فین‌نژاداند که خاستگاهشان در اینگریا -در استان لنینگراد کنونی در روسیه- می‌باشد. در زمان فرمانروایی اتحاد جماهیر شوروی بسیاری از فین‌های اینگریا به دیگر بخش‌های شوروی -به ویژه استونی- کوچانده شدند. فین‌های اینگریا امروزه نیز بزرگترین گروه در میان فین‌نژادهای فدراسیون روسیه می‌باشند.
فین‌های اینگریا در زمانی که فنلاند کنونی بخشی از خاک سوئد -سدهٔ ۱۷ و ۱۸ میلادی- بود بدین سرزمین کوچیدند. کیش آنان مسیحیت لوتری می‌باشد. رخدادهای پس از جنگ جهانی دوم برای این مردمان مصیبت‌بار بود، زیرا شوروی‌ها پس از پس‌راندن آلمانها بسیاری از فین‌های اینگری را کشتند یا به سیبری تبعیدکردند.
با فروپاشی اتحاد جماهیر شوروی بسیاری از فین‌های روسیه و استونی به فنلاند کوچیدند و در این کشور هم‌نژاد و هم زبان به سادگی پذیرفته می‌شدند. این روند تا سال ۲۰۱۰ میلادی و تغییر سیاست‌های دولت فنلاند پایدار ماند.